# هیروساوا سانه‌اومی
هیروساوا سانه‌اومی (به ژاپنی: 広沢真臣 Hirosawa Saneomi) ; ۷ فوریهٔ ۱۸۳۴ – ۲۷ فوریهٔ ۱۸۷۱)، سامورایی، سیاستمدار از اهالی قلمروی چوشو در ژاپن بود. وی یکی از ده قهرمان برجسته اصلاحات بود.